# Nasikabatrachus
Nasikabatrachus ist eine aus zwei Arten bestehende Gattung von Froschlurchen (Anura). Die beiden erst 2017 beziehungsweise 2003 entdeckten Spezies Nasikabatrachus bhupathi und Nasikabatrachus sahyadrensis sind in den südindischen Westghats endemisch. Die beiden Arten sind die einzigen Vertreter der monogenerischen Familie der Nasikabatrachidae.
Als nächstverwandte Familie wurde die Familie der Seychellenfrösche (Sooglossidae) anhand genetischer Studien ermittelt, deren beide Gattungen und vier Arten auf dem Archipel der Seychellen im Indischen Ozean nordöstlich von Madagaskar endemisch sind. Die Sooglossidae werden mit den Nasikabatrachidae zur Überfamilie Nasikabatrachoidea zusammengefasst. Manche Autoren ordnen die Gattung Nasikabatrachus aber auch direkt in die Familie der Sooglossidae ein.

## Merkmale und Ökologie
Die beiden Arten ähneln sich in Aussehen und Verhalten stark. Die mittelgroßen bis großen Frösche haben einen massigen aufgewölbten Körper. Der Kopf ist im Verhältnis zum restlichen Körper klein und kurz. Er ist nicht vom Rumpf abgesetzt. Die spitz zulaufende Nase endet in einem weißlichen Knubbel. Die Nasenlöcher sitzen seitlich weit vorne. Die relativ kleinen Augen sind wenig erhaben mit ausgeprägtem oberen Augenlid. Sie sind von einem blauen Hautring umgeben. Der Mund ist nicht sehr breit und liegt ventral. Die Männchen haben zur Verstärkung ihrer Rufe einen Kehlsack. Trommelfelle sind äußerlich nicht zu erkennen.
Die vorderen und hinteren Gliedmaßen sind vergleichsweise kurz und muskulös, sodass die Frösche kriechen und nicht springen. An den Außenseiten der Hände tragen sie jeweils einen blassweißen Höcker, der an den Füßen innenseitig liegt und hier zu einer schaufelartigen Aufwölbung ausgebildet ist. In Laborversuchen gruben sie sich mit den Hinterbeinen rückwärts in lockeren Boden ein. Die Finger und Zehen haben eine runde weißliche Kuppe. Die Haut an Rücken und Kopf ist braun bis dunkelbraun, zum Kopf hin heller, oft mit hellen Flecken marmoriert. Die Bauchhaut ist schwach grauweiß marmoriert.
Die Kaulquappen von Nasikabatrachus haben einen breiten, flachen und keilförmigen Kopf mit oberseitigen Nasenlöchern, der Körper ist ebenfalls breit und flach. Die kleinen schwarzen Augen liegen dorso-lateral am Kopf und der bauchseitige Mund trägt eine Saugscheibe. Der Schwanz macht etwa zwei Drittel der Gesamtlänge aus. Die Oberseite der Kaulquappen ist in Brauntönen marmoriert. Im Kaulquappenstadium lassen sich die beiden Arten nicht unterscheiden.
Die Frösche leben fast ausschließlich in selbstgegrabenen Erdbauen. Lediglich zur Fortpflanzung verlassen die adulten Tiere in einem Zeitbereich von etwa zwei Wochen jeweils täglich für zwei bis vier Stunden am Tag ihre Höhlen. Die Vermehrung beider Arten ist obligatorisch an den in den Westghats einsetzenden Monsun gekoppelt, wobei N. sahyadrensis an den Südwestmonsun (Juni bis Oktober) und N. bhupathi an den Nordostmonsun (November bis Januar) gebunden ist.
Die Eier werden in Felsbecken saisonaler Bäche abgelegt und die Larven entwickeln sich innerhalb von 100 bis 120 Tagen im stark strömenden Wasser. Dabei saugen sie sich mit der ventralen Mundscheibe an Felsen fest und weiden in der Spritzwasserzone von Wasserfällen Algen und Mikroorganismen ab.

## Taxonomie
- Familie Nasikabatrachidae, Biju & Bossuyt, 2003[4]
  - Gattung Nasikabatrachus Biju & Bossuyt, 2003
    - Art Nasikabatrachus bhupathi Janini, Vasudevan, Prendini, Dutta und Aggarwali, 2017
    - Art Nasikabatrachus sahyadrensis Biju & Bossuyt, 2003

## Verbreitung
Die beiden Nasikabatrachus-Arten sind in den südindischen Westghats endemisch. Das Gebirge ist eine Wetterscheide und trennt den Lebensraum der beiden Spezies biogeografisch. N. sahyadrensis ist durch den Südwestmonsun an die Westhänge und die angrenzende Ebene gebunden, wogegen N. bhupathi seine Lebensweise an den Nordostmonsun angepasst hat und an den Osthängen der Westghats zu finden ist.

## Gefährdung
Es gibt verschiedene Faktoren, die den Fortbestand von Nasikabatrachus bedrohen. Durch Klimaveränderungen kann sich der jährliche Monsun deutlich abschwächen oder ausbleiben. Fortschreitende Abholzung verkleinert den Lebensraum der Frösche, ebenso wie die Umwandlung von Siedlungsgebieten in Agrarflächen. Hydrologische Projekte wie Staudämme oder Flächenentwässerungen können die Habitate nachhaltig negativ verändern. Darüber hinaus nutzt die lokale Bevölkerung die Frösche. Erwachsene Tiere werden zu medizinischen Zwecken konsumiert und die Kaulquappen werden jährlich „geerntet“ und als Delikatesse verzehrt.
Die Rote Liste gefährdeter Arten der IUCN führt N. sahyadrensis seit 2004 in der Gefährdungsklasse „NT“ nearly threatend, das heißt potentiell gefährdet. N. bhupathi wird dort seit 2021 in der Gefährdungsklasse „CR“ critically endangered, das heißt vom Aussterben bedroht, geführt. Es ist die höchste Gefährdungsklasse wildlebender Arten.